# Odontoschisma elongatum
Odontoschisma elongatum là một loài rêu trong họ Cephaloziaceae. Loài này được Lindb. A. Evans mô tả khoa học đầu tiên năm 1912.